# Egypt International 2022
Die Egypt International 2022 im Badminton fanden vom 13. bis zum 16. Oktober 2022 in Kairo statt.

## Sieger und Platzierte
| Disziplin    | Gold                                      | Silber                                      | Bronze                                     |
| ------------ | ----------------------------------------- | ------------------------------------------- | ------------------------------------------ |
| Herreneinzel | Samuel Hsiao                              | Milan Dratva                                | Bahaedeen Ahmad Alshannik                  |
| Herreneinzel | Samuel Hsiao                              | Milan Dratva                                | Enogat Roy                                 |
| Dameneinzel  | Daniella Gonda                            | Judith Mair                                 | Malya Hoareau                              |
| Dameneinzel  | Daniella Gonda                            | Judith Mair                                 | Johanita Scholtz                           |
| Herrendoppel | Pharanyu Kaosamaang Worrapol Thongsa-Nga  | Louis Ducrot Romain Frank                   | Adham Hatem Elgamal Ahmed Salah            |
| Herrendoppel | Pharanyu Kaosamaang Worrapol Thongsa-Nga  | Louis Ducrot Romain Frank                   | Giovanni Greco David Salutt                |
| Damendoppel  | Martina Corsini Judith Mair               | Amy Ackerman Deidre Laurens Jordaan         | Lorna Bodha Kobita Dookhee                 |
| Damendoppel  | Martina Corsini Judith Mair               | Amy Ackerman Deidre Laurens Jordaan         | Keisha Fatimah Az Zahra Era Maftuha        |
| Mixed        | Ratchapol Makkasasithorn Chasinee Korepap | Ruttanapak Oupthong Jhenicha Sudjaipraparat | Koceila Mammeri Tanina Violette Mammeri    |
| Mixed        | Ratchapol Makkasasithorn Chasinee Korepap | Ruttanapak Oupthong Jhenicha Sudjaipraparat | Dicky Dwi Pangestu Keisha Fatimah Az Zahra |